# Belaspidia obscura
Belaspidia obscura is een vliesvleugelig insect uit de familie bronswespen (Chalcididae). De wetenschappelijke naam is voor het eerst geldig gepubliceerd in 1916 door Masi.